# باهلت (مقاطعة دورة)
باهلت (بالفارسية: پاهلت) هي قرية تقع في قسم ويسيان الريفي (مقاطعة دورة) في إيران. يقدر عدد سكانها بـ 174 نسمة بحسب إحصاء 2016.